# L'Ombre d'un doute (émission de télévision)
Cet article concerne l'émission de télévision. Pour le film, voir L'Ombre d'un doute.
L'Ombre d'un doute est un magazine présenté par Franck Ferrand sur France 3 de 2011 à 2015. Diffusée pour la première fois le 28 septembre 2011, l'émission depuis la rentrée 2014 devient bimestrielle et passe dans le cadre des Lundi en histoires (d'abord en deuxième partie de soirée le mercredi et puis en première partie le lundi avant d'être également diffusée le mercredi en première partie). Le programme s'arrête avec l'émission du 1er juin 2015. Il est remplacé en 2016 par L'Heure H, série de documentaires historiques.
En 2020, l'émission est rediffusée sur la chaîne RMC Story,.

## Générique
Le générique de l'émission fait se succéder en fondu différents personnages historiques : Élisabeth II jeune, Napoléon Ier, Néfertiti (buste), Hanna Schygulla dans le rôle de Lale Andersen interprétant Lili Marleen devant un drapeau nazi, Louis XIV (portrait de Hyacinthe Rigaud), Jeanne d’Arc et Élisabeth de Wittelsbach (portrait de Franz Xaver Winterhalter).
Après les deux premiers épisodes, le logo de l'émission change, avec à la suite du logo à chaque fois le titre du sujet de l’émission[réf. souhaitée].
La musique des 5 premiers épisodes est de Marc Braudel, puis elle change à partir du sixième volet au profit d'une musique de French Men Club[réf. souhaitée].

## Lieu de tournage
L'émission est tournée dans les Grands dépôts des Archives nationales dans le quartier du Marais, à Paris. 

## Un débat en seconde partie
À la fin de l'émission, Franck Ferrand revient en deuxième partie avec Clémentine Portier-Kaltenbach sur les éléments importants du film, en compagnie d'un ou deux spécialistes présents dans le sujet.
À partir du sixième volet de l'émission, consacré à Jésus, cette seconde partie évolue avec Christophe Bourseiller, Stéphanie Coudurier et Clémentine Portier-Kaltenbach en une discussion souvent contradictoire des thèses abordées dans le sujet autour de livres que défendent chacun des chroniqueurs.
Avec le passage en première partie de soirée de l'émission, cette partie de débat est supprimée.

## Audience et programmation
Diffusée pour la première fois le 28 septembre 2011, l'émission connaît un beau succès en deuxième partie de soirée avec près de 0,8 million de téléspectateurs, soit une part de marché de 7 %. Par la suite, le magazine oscille entre 8 et 12 % de part de marché selon les sujets.
Programmé exceptionnellement en première partie de soirée, le numéro sur le palais de l’Élysée du 16 mai 2012, avec 3,3 millions de téléspectateurs et 14,1 % de part de marché, connaît son record d'audience à ce jour.
À partir du 25 mars 2013, l'émission passe en première partie de soirée, recueillant en moyenne 2,4 millions de téléspectateurs pour 10 % de part de marché[réf. souhaitée].

## Liste des émissions

### 2011-2012
| Rang | Première diffusion | Titre                                                     | Audience en millions et PDM[réf. nécessaire] |
| ---- | ------------------ | --------------------------------------------------------- | -------------------------------------------- |
| 1    | 28 septembre 2011  | L’affaire des poisons : les secrets de Louis XIV.         | 0,8 / 7 %                                    |
| 2    | 12 octobre 2011    | Jack l'Éventreur démasqué.                                | 0,6 / 6,5 %                                  |
| 3    | 2 novembre 2011    | Le vol des Joyaux.                                        |                                              |
| 4    | 16 novembre 2011   | Clemenceau contre la paix.                                | 5,4 %                                        |
| 5    | 7 décembre 2011    | Jeanne d’Arc, femme providentielle.                       |                                              |
| 6    | 21 décembre 2011   | Qui était Jésus ?                                         |                                              |
| 7    | 18 janvier 2012    | Napoléon : l’énigme du tombeau.                           | 0,6 / 9 %                                    |
| 8    | 1er février 2012   | Mayerling : suicide ou assassinat ?                       |                                              |
| 9    | 15 février 2012    | Les possédées de Loudun : une manipulation de Richelieu ? |                                              |
| 10   | 7 mars 2012        | Robespierre, bourreau de la Vendée ?                      | 8 %                                          |
| 11   | 4 avril 2012       | Le naufrage du Titanic : destins brisés                   | 0,81 / 9,8 %                                 |
| 12   | 18 avril 2012      | Lili Marleen, hymne nazi ou chant de la liberté ?         |                                              |
| 13   | 9 mai 2012         | Les secrets de la mort de Raspoutine.                     |                                              |
| 14   | 16 mai 2012        | L'Élysée, le palais des secrets.                          | 3,3 / 14,1 %                                 |
| 15   | 23 mai 2012        | Les Templiers : victimes d'un roi maudit ?                |                                              |
| 16   | 4 juillet 2012     | Mata Hari, une coupable idéale ?                          |                                              |
| 17   | 11 juillet 2012    | Que fête-t-on le 14 Juillet ?                             | 0,8 / 7 %                                    |
| 18   | 18 juillet 2012    | Léonard de Vinci, l'homme du mystère.                     | 0,8 / 8,5 %                                  |
| 19   | 25 juillet 2012    | Le Chevalier d'Eon, un agent trop secret ?                |                                              |

### 2012-2013
| Rang | Première diffusion | Titre                                                      | Audience en millions et PDM[réf. nécessaire] |
| ---- | ------------------ | ---------------------------------------------------------- | -------------------------------------------- |
| 20   | 12 septembre 2012  | Fallait-il condamner Marie-Antoinette ?                    | 0,53 / 5,5 %                                 |
| 21   | 3 octobre 2012     | Napoléon était-il franc-maçon ?                            |                                              |
| 22   | 10 octobre 2012    | Henri IV : victime d'un complot ?                          |                                              |
| 23   | 31 octobre 2012    | Nostradamus : la vérité sur ses prophéties.                | 0,9 / 8,8 %                                  |
| 24   | 7 novembre 2012    | Zola a-t-il été assassiné ?                                |                                              |
| 25   | 12 décembre 2012   | La Peste de 1720 : a-t-on sacrifié Marseille ?             |                                              |
| 26   | 9 janvier 2013     | Molière est-il l'auteur de ses pièces ?                    | 0,7 / 7,6 %                                  |
| 27   | 30 janvier 2013    | Les Romanov, enquête sur la mort du tsar et de sa famille. |                                              |
| 28   | 6 février 2013     | Édouard VIII, agent des Nazis ?                            | 0,9 / 9,8 %                                  |
| 29   | 13 mars 2013       | Stalingrad : les héroïnes de l'Armée rouge.                |                                              |
| 30   | 25 mars 2013       | Le Louvre, palais du pouvoir.                              | 2,9 / 10,8 %                                 |
| 31   | 27 mai 2013        | Venise, la cité des mystères.                              | 2,07 / 8,3 %                                 |

### 2013-2014
| Rang | Première diffusion | Titre                                    | Audience en millions et PDM[réf. nécessaire] |
| ---- | ------------------ | ---------------------------------------- | -------------------------------------------- |
| 32   | 2 octobre 2013     | Bordeaux, histoires de châteaux.         | 2,4 / 10 %                                   |
| 33   | 27 novembre 2013   | Fontainebleau, la demeure des rois.      | 2,7 / 10 %                                   |
| 34   | 8 janvier 2014     | Florence, la magnifique.                 | 2,63 / 10,5 %                                |
| 35   | 19 mars 2014       | Versailles, théâtre de l'Histoire.       | 2,19 / 9,2 %                                 |
| 36   | 30 avril 2014      | Vienne, ombres et lumières.              | 2,16 / 8,9 %                                 |
| 37   | 11 juin 2014       | Val de Loire, des châteaux et des dames. | 2,5 / 11,1 %                                 |

### 2014-2015
| Rang | Première diffusion | Titre                                                            | Audience en millions et PDM[réf. nécessaire] |
| ---- | ------------------ | ---------------------------------------------------------------- | -------------------------------------------- |
| 38   | 6 octobre 2014     | Napoléon, le défi de trop ?                                      | 1,9 / 7,8 %                                  |
| 39   | 3 novembre 2014    | L'enfant de Marie-Antoinette est-il mort à la prison du Temple ? | 2,4 / 9,4 %                                  |
| 40   | 1er décembre 2014  | Paris, 1940-1944 : des artistes très occupés ?                   | 2,8 / 11 %                                   |
| 41   | 5 janvier 2015     | Louis XV, l'homme qui aimait trop les femmes.                    | 1,9 / 7,6 %                                  |
| 42   | 9 février 2015     | Petiot : le docteur Satan de l'Occupation.                       | 1,83 / 7 %                                   |
| 43   | 9 mars 2015        | Qui était vraiment François Ier ?                                | 2,03 / 7,9 %                                 |
| 44   | 6 avril 2015       | La Via Dolorosa à Jérusalem. Les derniers jours de Jésus.        | 2,2 / 8,3 %                                  |
| 45   | 4 mai 2015         | Le dossier secret de l'affaire Dreyfus.                          | 1,7 / 6,8 %                                  |
| 46   | 1er juin 2015      | Guerre des dames à la cour du Roi-Soleil                         | 1,78 / 7,3 %                                 |

## Critiques
L'émission est critiquée par des historiens pour une vision considérée comme caricaturale. D'après l'historien Guillaume Mazeau L'Ombre d'un doute donne aux spectateurs l'image que « l’histoire est faite par les puissants » . Selon l'historien Christophe Naudin, l'un des auteurs de l'ouvrage Les historiens de garde, l'émission défend une thèse sans laisser suffisamment la place à la contradiction. 
L'épisode consacré à la guerre de Vendée est particulièrement remis en question par des historiens. Pour Libération, ce documentaire « accrédite la vieille théorie d’extrême droite d’un «génocide vendéen» par la République ». 
Cependant, en novembre 2013, Le Figaro notait : « Pertinent, Franck Ferrand vulgarise l'histoire sans la dénaturer, en s'installant chaque mois dans un lieu emblématique. Ses intervenants, souvent des historiens, sont variés, et les prises de vue aériennes, magnifiques. Un conseil toutefois : développer l'aspect enquête, qui était plus présent dans l'ancienne version de l'émission ».